# 英國國家黨
英國國家黨（英語：British National Party）是一個英國極右派政黨。1982年约翰·丁达尔從國民陣線出走成立英國國家黨，1999年－2014年期間，尼克·格里芬是該黨黨魁。

## 歷史
2009年歐洲議會選舉，國家黨首次取得議席，贏得2個席位。
英國國家黨作為知名的極右翼政黨，反移民、反伊斯蘭、反對多元文化，素來被認為是英國的納粹黨。然而近年來，隨著歐盟東擴，移民和種族問題在英國日益突出，英國國家黨逐漸獲得了更多支援者。
該黨前領袖格里芬（Nick Griffin）自15歲起便跟隨同為極右翼政治家的父親參與激進組織「民族陣線」（National Front）的聚會，在劍橋大學就讀期間就組織了極右的學生團體“青年學生國民前線”。他曾公開否認納粹的猶太人大屠殺，稱其為“二十世紀的惡作劇”，稱猶太人給英國人“洗腦”。他還宣稱，從今天的標準看來，溫斯頓·丘吉爾也是“伊斯蘭恐怖分子”，完全可成為英國國家黨成員。
1998年，格里芬因否認大屠殺、煽動種族仇恨被英國法庭認定有罪。 2009年10月23日，英国广播公司邀請格里芬出席電視節目，在節目現場，格里芬稱伊斯蘭教“與英國社會的根本價值觀格格不入”，認為同性戀人士“令人毛骨悚然”。面對否認猶太人大屠殺的質問，他表示“並無證據”；他承認同意美國最龐大、歷史也最悠久的種族主義組織“三K黨”的主張，認為其領袖“並不暴力”；他甚至將英國白人與殖民地土著居民相提並論，稱其屬於正面臨種族滅絕的原住民。與此同時，格里芬堅稱自己從來不是納粹分子。BBC節目主持人本身也未逃過格里芬的攻擊，被他稱為“極左分子”。這些話引起BBC工作人員及觀眾的憤慨，現場有人發出噓聲，稱其“無恥”，節目主持人也對他的笑容發出指責。在出席節目前，格里芬曾對黨徒說：“我無疑會遭到打斷、圍攻、辱罵，我受到的審視會比在其他媒體激烈1000倍。也就是說，這會是一場政治圍剿遊戲。可是我非常享受這樣的機會。”
英國國家黨於2009年6月首次在歐洲議會中贏得了兩個席位，BBC表示，出於一視同仁原則，很難不邀請格里芬。BBC總裁湯普森(Mark Thompson)稱，若政府認為格里芬不應被其訪談節目邀請，就應當取締英國國家黨。時任英國首相戈登·布朗在直播前表示，英國國家黨在節目中露面與否是BBC自己的事情，他也相信格里芬不受歡迎的觀點會得到暴露，“希望這樣的節目能使公眾更好地認識英國國家黨。”
2014年歐洲議會選舉，英國國家黨失去所有席位，黨魁格里芬也落敗，不少選民轉而支持英國獨立黨。格里芬于8月被開除出黨。

## 備註
1. ↑  An April 2009 article in 衛報, based on analysis of leaked membership data, had given a figure of 11,820,[2]and Hope not Hate gave in July 2013 a figure of "less than 5000" and suggested that only around 2000 of those were active members.[3]

## 外部連結
- BNP 網站